# Domingos Francisco Spolidoro
Domingos Francisco Spolidoro (Porto Alegre, 21 de janeiro de 1912 — Rio de Janeiro, 16 de junho de 1999) foi um político brasileiro.
Foi eleito, em 3 de outubro de 1954, deputado estadual, pelo PTB, para a 39ª e 40ª Legislaturas da Assembleia Legislativa do Rio Grande do Sul, de 1955 a 1963.